# 8324 Хуліяделеон
8324 Хуліяделеон (8324 Juliadeleon) — астероїд головного поясу.
Тіссеранів параметр щодо Юпітера — 3.542.